# Antonio Gaggini
Antonio Gaggini oder Gagini (* um 1465 in Bissone; † vor 1536 in Genua) war ein schweizerisch-italienischer Bildhauer der Frührenaissance.

## Leben und Werke
Antonio Gaggini war Sohn von Beltrame Gaggini, als Bildhauer in Genua erwähnt am 8. November 1504 zusammen mit den Brüdern Giovanni und Pace. Er schuf aus Carrara-Marmor das Mausoleum für den Staatsmann und Bischof Juan Rodríguez de Fonseca (1451–1524) und drei weitere Mitglieder dieser Familie in der Kirche von Coca (Spanien), Provinz Segovia. Bereits im Jahr 1515 hatte ihn der Bruder des Bischofs gebeten, insgesamt 212 Säulen für Grabmäler zu liefern.

## Belege
1. ↑  Antonio Gaggini auf archive.org/stream (abgerufen am 22. Dezember 2016).
2. ↑  Celestino Trezzini: Antonio Gaggini. S. 372, 373 (PDF biblio.unibe.ch, abgerufen am 9. Oktober 2017).
3. ↑  Ursula Stevens: Antonio Gaggini. In: tessinerkuenstler-ineuropa.ch. 2016, abgerufen am 11. November 2016.

| Personendaten    | Personendaten                   |
| ---------------- | ------------------------------- |
| NAME             | Gaggini, Antonio                |
| ALTERNATIVNAMEN  | Gagini, Antonio                 |
| KURZBESCHREIBUNG | schweiz-italienischer Bildhauer |
| GEBURTSDATUM     | um 1465                         |
| GEBURTSORT       | Bissone, Herzogtum Mailand      |
| STERBEDATUM      | 1536                            |
| STERBEORT        | Genua                           |